# Гулиев, Саид Галиб оглы
Саид Галиб оглы Гулиев (азерб. Səid Qalib oğlu Quliyev) — азербайджанский тхэквондист, член национальной сборной Азербайджана по тхэквондо, серебряный призёр чемпионата мира 2014 года среди юниоров, чемпион юношеских Олимпийских игр 2014 года в Нанкине, бронзовый призёр Универсиады 2017, победитель Кубка мира 2015 года в командном зачёте и командного чемпионата мира 2016 года. Выступает в весовой категории до 74 кг.

## Биография

### Ранняя карьера
Саид Гулиев родился 19 июля 1997 года. Окончил школу № 148 посёлка Сабунчи города Баку. В 2012 году занял третье место на турнире Russian Open среди юношей в Москве.
В 2013 году Гулиев побеждает на юношеских турнирах Trelleborg Open в Треллеборге, Dutch Open в Эйндховене и Spanish Open в Аликанте. В этом же году он участвует на чемпионате Европы среди юниоров в Кишинёве и юношеском чемпионате Европы в Порту.
В 2014 году Саид Гулиев, выступая уже в весовой категории до 78 кг, занимает второе место на юношеском турнире Trelleborg Open и первое на турнире Fujairah Open в Эль-Фуджайра. В этом же году он, снова выступая в весовой категории до 73 кг,  занимает второе место в отборочном турнире к Олимпийским играм и на чемпионате мира среди юниоров, которые проходили в Тайбэе. Также Гулиев выигрывает в 2014 году юношеский турнир Korean Open в Гуанчжоу.

### Юношеские Олимпийские игры 2014

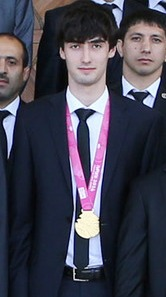
Саид Гулиев в 2014 году с золотой медалью юношеских Олимпийских игр

Выступление на Олимпиаде Гулиев начал с 1/4 финала, где одержал победу над колумбийцем Андресом Серано Хойосом. В полуфинале Саид Гулиев встретился с Сейфом Эйссаном из Египта и победил со счётом 8:1. Наконец, в финале Гулиев одолел представителя Германии турецкого происхождения Хамзу Аднана Керими со счётом 10:4, став олимпийским чемпионом.
Эта награда стала 5-й наградой в активе сборной Азербайджана и первой золотой медалью азербайджанских спортсменов в Нанкине. До Гулиева из азербайджанских дзюдоистов Лейла Алиева (44 кг) и Натик Гурбанлы (55 кг), тхэквондистка Джерен Озбек (44 кг) и академический гребец Борис Йотов завоевали серебряные медали. После победы Саид Гулиев прокомментировал свою победу azerisport.com:
Я очень счастлив. Еще с первого боя мечтал о золотой медали. Тренер объяснил мне, что надо биться до конца. В финале жаждал выиграть, поэтому не сторонился соперника. Рад, что завоевал золотую медаль для сборной. Это наивысшая медаль в моей карьере. Впереди немало соревнований, где также надо оправдывать доверие. Что касается Юношеской Олимпиады, то наших медалей станет еще больше.

### Дальнейшая карьера

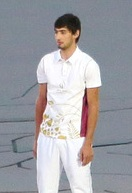
На церемонии открытия I Европейских игр в Баку

В 2015 году в составе сборной Азербайджана Саид Гулиев стал победителем проходившего в Мехико Кубка мира. В этом же году взял серебряную медаль на Всемирных военных играх, проходивших в городе Мунгён.
В 2016 году Гулиев входил в состав сборной Азербайджана на чемпионате Европы в швейцарском Монтрё. В этом же году в составе сборной страны завоевал золотую медаль командного чемпионата мира в Баку.
В 2017 году стал бронзовым призёром Летней Универсиады в Тайпее.